# The Bard's Tale II: The Destiny Knight
The Bard's Tale II: The Destiny Knight est un jeu vidéo de type dungeon crawler développé par Interplay Productions et publié par Electronic Arts en 1986.
C’est la suite de The Bard's Tale, premier opus de la série dont il reprend l’univers médiéval fantastique (inspiré de Donjons et Dragons) et le système de jeu. Il est le dernier épisode de la série à avoir été conçu et programmé par Michael Cranford (en).

## Synopsis
Après la défaite de l'archimage Mangar, le principal antagoniste du premier opus, un autre sorcier, Lagoth Zanta, décide de détruire le Destiny Wand, une baguette magique qui protègeait le monde depuis plus de 700 ans. Il en cache ensuite les sept morceaux à travers différents donjons infestés de monstres dans plusieurs villes et endroits spéciaux, le joueur devant les retrouver afin de reconstituer l’artefact et l’utiliser pour vaincre Lagoth Zanta.
Le jeu permet d'explorer différentes villes (Colosse, Corinth, Ephesus, Philippi, Tangramayne la ville de départ, et Thessalonica) ou se trouvent un donjon contenant une partie du Destiny Wand, et de voyager à l'extérieur entre chaque ville, pour découvrir certains lieux spéciaux. Les donjons comprennent The Tombs, Fanskar's Fortress, Dargoth's Castle, Maze of Dread, Oscon's Fortress, Grey Crypt et Destiny Stone. Le joueur peut obtenir des segments du Destiny Wand dans chaque donjon, dans le dernier niveau (en résolvant un « Snare », un « Piège » en français, c'est-à-dire une énigme). Après avoir acquis le septième segment, le joueur est prêt à assembler le Destiny Wand et à affronter Lagoth Zanta dans la bataille finale.

## Système de jeu
Le jeu utilise le même moteur de jeu que son prédécesseur mais bénéfice d’un monde plus vaste incluant cinq villes, contre seulement une dans le premier opus, et une région sauvage.
The Destiny Knight ajoute également de nouveaux bâtiments, comme les banques et les casinos, des sorts spéciaux pour l’Archimage (nouvelle classe de personnage), des énigmes à résoudre en un temps donné (nommées « Snare », une pour chaque partie du Destiny Wand) et la gestion des combats à distance.
Les joueurs peuvent importer leurs personnages depuis le premier jeu mais la difficulté de The Destiny Knight est adaptée à un nouveau groupe d’aventuriers ; un donjon à Tangramayne permet de faire progresser les personnages débutants dans un environnement plus sécurisé. Les graphismes du jeu bénéficient également d’améliorations.

## Accueil
À sa sortie, le jeu reçoit un accueil mitigé dans la presse spécialisée, mais est tout de même récompensé par l’Origins Award du meilleur jeu de rôle fantastique de 1986.
| The Bard's Tale II |    |       |
| Sur C64 (1986)     |    |       |
| ACE                | US | 90 %  |
| Commodore User     | US | 80 %  |
| Gen4               | FR | 89 %  |
| Tilt               | FR | 17/20 |
| Zzap!64            | US | 80 %  |
| Sur Amiga (1988)   |    |       |
| Amiga Action       | US | 86 %  |
| Amiga Computing    | US | 87 %  |
| Sur NES (1992)     |    |       |
| Famitsu            | JP | 25/40 |